# Cranenweyer
De Cranenweyer is een stuwmeer in de Anstelvallei in de Nederlandse gemeente Kerkrade.
Halverwege de 20e eeuw loosden de steenkoolmijnen in Kerkrade hun vervuilde afvalwater in de omliggende beken. Zo ook de Hammijn en de Domaniale Mijn. Zij gebruikten hiervoor de Anstelerbeek. Na de mijnsluitingen werden activiteiten ontplooid om de omgeving een beter aanzien te geven. Een van die activiteiten was de aanleg van een wandelgebied waar dit stuwmeer deel van uitmaakt.
Vlak voor Eygelshoven werd een stuw gebouwd in de Anstelerbeek. Het meer dat hierdoor ontstond, kreeg de naam Cranenweyer. Het is het enige stuwmeer van Nederland. Het meer kreeg op 30 augustus 1974 zijn naam. Het Kadasterboek Kerkrade van 1771 vermeldt een stuk land, gelegen an der Cranen weyer (weyer = vijver). Het behoort tot het domein van Kasteel Erenstein. De vijver zelf bevindt zich ter plaatse van het zuidelijk gedeelte van het tegenwoordige stuwmeer. De Cranenweyer beslaat een oppervlakte van ongeveer 20 ha. Het heeft een regulerende functie (voorkoming van wateroverlast in de voormalige gemeente Eygelshoven en van overbelasting van de Worm) en een recreatieve functie (ligging in recreatiegebied, visvijver met ongeveer 500 visplaatsen en voormalige roeivijver).